# Stelzwurzel

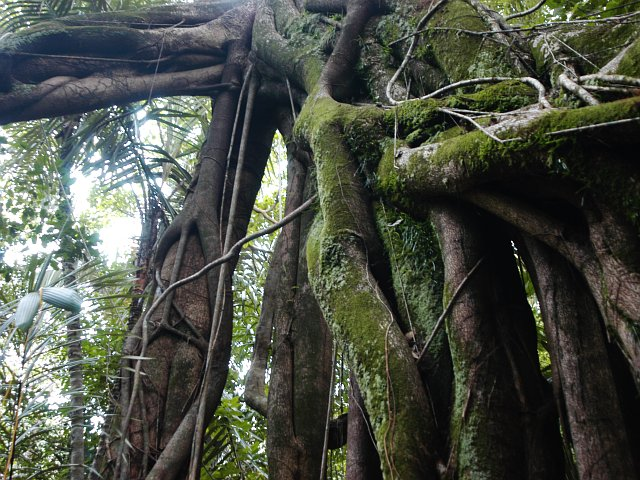
Stelzwurzeln: Ficus sp. (Moraceae) in einem Wald auf der Ajuruteua-Halbinsel, Bragança, Pará, Nordbrasilien

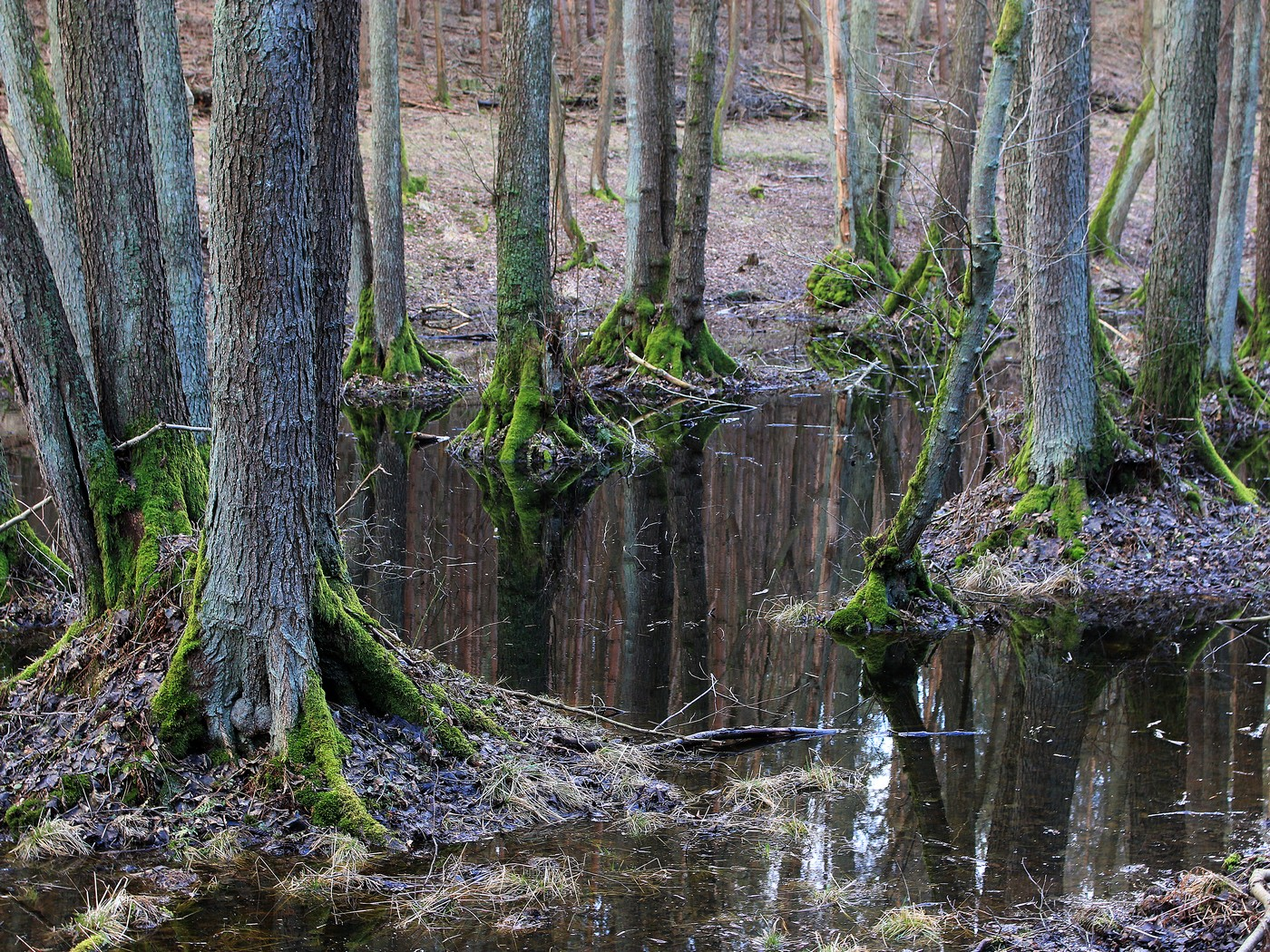
Bisweilen erinnern auch die Wurzelanläufe überfluteter Schwarz-Erlen der gemäßigten Zone an Stelzwurzeln

Stelzwurzeln werden von unterschiedlichen (i. d. R. tropischen) Baumarten ausgebildet. Sie entspringen dem oberirdischen Teil des Baumstamms und wachsen in Richtung Substrat, wo sie ein unterirdisches Wurzelsystem entwickeln. Stelzwurzeln haben ebenso wie Brettwurzeln eine Stützfunktion.
Eindrucksvolle Stelzwurzeln haben Mangrovenbäume der Gattung Rhizophora, Stelzwurzeln kommen aber auch bei terrestrischen Bäumen vor, z. B. bei Palmengewächsen (Arecaceae), bei Maulbeergewächsen (Moraceae) oder bei Annonengewächsen (Annonaceae).